# Passauer Neue Presse

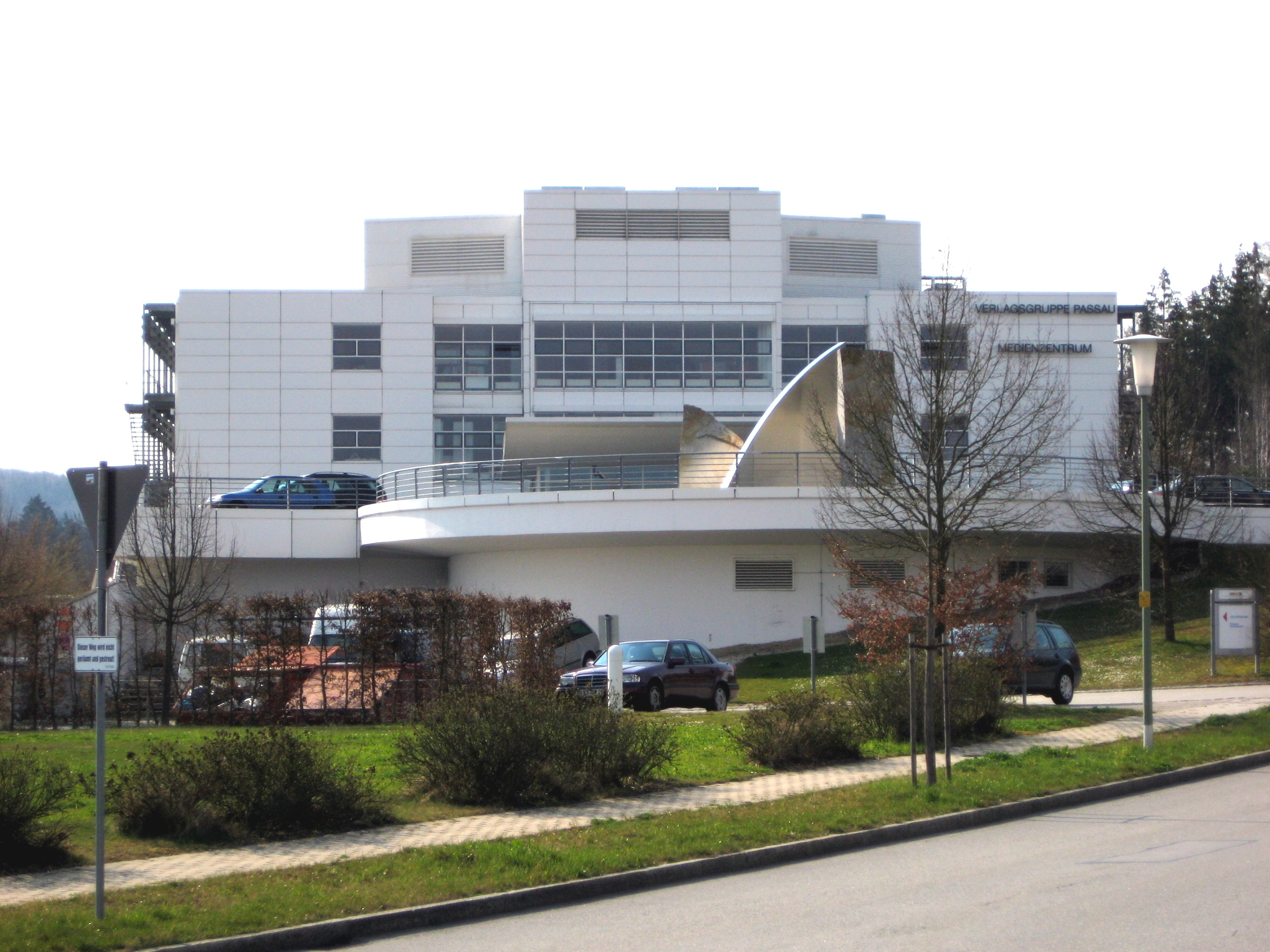
Medienzentrum der Mediengruppe Bayern

Die Passauer Neue Presse (kurz PNP) ist eine Regionalzeitung der Mediengruppe Bayern GmbH (früher: Verlagsgruppe Passau) mit Sitz in Passau.
Gründer war Johannes Kapfinger, der bis 1933 als Chefredakteur beim Straubinger Tagblatt tätig war. Am 5. Februar 1946 erschien die erste Ausgabe. Die Zeitung erreicht mit ihren Lokalausgaben eine verkaufte Auflage von 131.287 Exemplaren, ein Minus von 27,5 Prozent seit 1998. Sie ist damit neben der Mittelbayerischen Zeitung und dem Straubinger Tagblatt/Landshuter Zeitung die dritte in Ostbayern erscheinende Tageszeitung und wird im Druckzentrum Passau, das ebenfalls der PNP angehört, hergestellt.

## Verbreitungsgebiet
Verbreitungsgebiet ist hauptsächlich das östliche und südöstliche Niederbayern sowie der Landkreis Altötting in Oberbayern.
Nicht zum Verbreitungsgebiet gehört der Raum Straubing/Landshut/Kelheim.
Die PNP erscheint mit insgesamt 20 Lokalausgaben:
- In der Stadt Passau: die Stadtausgabe der Passauer Neuen Presse
- Die Landkreisausgabe der Passauer Neuen Presse für den Landkreis Passau, auch für Pocking, Hauzenberg sowie Untergriesbach.
- Für Osterhofen: die Osterhofener Zeitung.
- Für Plattling: die Plattlinger Zeitung.
- Im Raum Altötting/Neuötting (Oberbayern): Alt-Neuöttinger Anzeiger.
- Im südlichen Landkreis Altötting und rund um Burghausen: Burghauser Anzeiger; diese Ausgabe bildet die südlichste Flanke Richtung Oberbayern.
- Im Gebiet um Grafenau (Landkreis Freyung-Grafenau): Grafenauer Anzeiger.
- In Regen (Stadt), Zwiesel und in Viechtach: Der Bayerwald-Bote bzw. Der Viechtacher Bayerwald-Bote.
- Im Bäderdreieck Bad Füssing und Bad Griesbach mit dem Hauptort Pocking: Passauer Neue Presse (Ausgabe Pocking/Griesbach).
- Für den Altlandkreis Pfarrkirchen: Passauer Neue Presse (Ausgabe Pfarrkirchen/Simbach)
- Für den Altlandkreis Eggenfelden: der Rottaler Anzeiger.
- Im Deggendorfer Raum: die Deggendorfer Zeitung.
- Im westlichen Landkreis Passau sowie im östlichen Landkreis Deggendorf (im Gebiet des Altlandkreises Vilshofen): der Vilshofener Anzeiger.
- Zwischen Dingolfing und Landau an der Isar: Landauer Neue Presse.
- Im nördlichen Landkreis Traunstein: Trostberger Tagblatt und Traunreuter Anzeiger sowie Südostbayerische Rundschau.
- Mitte und Norden des Landkreises Berchtesgadener Land: Reichenhaller Tagblatt und Freilassinger Anzeiger sowie Südostbayerische Rundschau.

Sie ist fast überall Monopolzeitung, also die einzige Zeitung mit Lokalteil. Nur im Raum Plattling/Landau an der Isar sowie Deggendorf überschneidet sich das Verbreitungsgebiet mit Lokalausgaben des Straubinger Tagblatts. Im Kreis Altötting gibt es außerdem Konkurrenz durch die Lokalausgabe des Oberbayerischen Volksblatts (Münchner Merkur).

## Auflage
Die Passauer Neue Presse hat wie die meisten deutschen Tageszeitungen in den vergangenen Jahren an Auflage eingebüßt. Die verkaufte Auflage ist in den vergangenen 10 Jahren um durchschnittlich 1,8 % pro Jahr gesunken. Im vergangenen Jahr hat sie um 3,2 % abgenommen. Sie beträgt gegenwärtig 131.287 Exemplare. Der Anteil der Abonnements an der verkauften Auflage liegt bei 90,7 Prozent.
| 1998   | 1999   | 2000   | 2001   | 2002   | 2003   | 2004   | 2005   | 2006   | 2007   | 2008   | 2009   | 2010   | 2011   | 2012   | 2013   | 2014   | 2015   | 2016   | 2017   | 2018   | 2019   | 2020   | 2021   | 2022   | 2023   | 2024   |
| ------ | ------ | ------ | ------ | ------ | ------ | ------ | ------ | ------ | ------ | ------ | ------ | ------ | ------ | ------ | ------ | ------ | ------ | ------ | ------ | ------ | ------ | ------ | ------ | ------ | ------ | ------ |
| 180988 | 180795 | 180205 | 180380 | 179077 | 177282 | 175703 | 173898 | 173127 | 171616 | 169793 | 168637 | 167217 | 164750 | 164042 | 161964 | 159209 | 155893 | 162412 | 159199 | 156526 | 151799 | 152383 | 149878 | 144887 | 137602 | 133208 |

## Mediengruppe Bayern
Neben der Passauer Neuen Presse, Donaukurier und der Mittelbayerischen Zeitung gibt die Mediengruppe Bayern zehn kostenlose Anzeigenblätter heraus: Wochenblatt extra, BGL Panorama & Anzeigenpost, Altbayerische Heimatpost, IZ Ingolstädter Zeitung, Ihre Zeitung extra, Bayerisches Taferl, Rundschau, Landshuter Wochenblatt, Isar Wochenblatt und Straubinger Wochenblatt.
Im Herbst jeden Jahres veranstaltet die Mediengruppe die Reihe „Menschen in Europa“.
Zu der Gruppe gehörte auch das tschechische Unternehmen Vltava-Labe-Press, das eine sehr große Marktstellung unter der Regionalpresse in Tschechien hat und maßgeblich unter der VLP aufgebaut wurde. Im August 2015 wurde bekannt, dass sie ihre Tochter an den tschechisch-slowakischen Finanzinvestor Penta Investments verkauft hat.
Im Juli 2012 kaufte die Mediengruppe Bayern das Trostberger Tagblatt, womit neben dem Trostberger Tagblatt der inhaltsgleiche Traunreuter Anzeiger sowie die Wochenzeitung Altbayerische Heimatpost unter dem Dach des Passauer Medienhauses erscheinen. Die Anteile der Südostbayerischen Rundschau, an der die Mediengruppe bereits mit 50 Prozent beteiligt war und die ihren überregionalen Teil aus Trostberg bezieht, wurden ebenfalls komplett übernommen. Im August 2014 baute die PNP ihre Position in Oberbayern weiter aus und übernahm das Reichenhaller Tagblatt und den Freilassinger Anzeiger. Im November 2016 wurde bekanntgegeben, dass der Donaukurier in Ingolstadt mit Wirkung zum 1. Januar 2017 von der Passauer Neuen Presse übernommen wird.
Am 7. Dezember 2020 verkündete die Mediengruppe Bayern und tags darauf der polnische Petrochemiekonzern PKN Orlen, dessen größter Einzelaktionär der polnische Staat ist, die Übernahme der polnischen Tochtergruppe Polska Press von der Verlagsgruppe. Polska Press ist eine der größten Mediengruppen in Polen. Ihr gehören zum Kaufzeitpunkt 20 von insgesamt 24 regionalen Tageszeitungen im Land, rund 120 Wochenblätter und 500 teilweise sehr reichweitenstarke Internetportale. Der Verkauf steht unter dem Zustimmungsvorbehalt der Kartellbehörden.
Ende Juli 2021 wurde bekannt, dass die Mediengruppe die Mittelbayerische Zeitung übernimmt. Die Zustimmung durch die Kartellbehörde erfolgte Ende Oktober 2021.

## Digitale Angebote
Alle Online-Nachrichten der Passauer Neuen Presse und ihrer Lokalausgaben werden auf der Website pnp.de veröffentlicht.
Im August 2011 wurde mit mydealbayern.de eine regionale Gutschein-Plattform für den Großraum Passau gegründet, im November 2011 kam die Region Deggendorf hinzu. Die Couponing-Plattform wurde zum 17. März 2014 wieder eingestellt.
Mit RegioEvent.de wurde im November 2011 ein regionales Freizeitportal für Niederbayern, Oberbayern sowie die Grenzregion in Oberösterreich gegründet.
Am 14. Mai 2013 starteten Südostbayerische Rundschau, Trostberger Tagblatt und Alt-Neuöttinger Anzeiger das Nachrichten-Portal für Südostbayern namens heimatzeitung.de. Mit dem Relaunch der Website pnp.de im Februar 2020 wurde heimatzeitung.de aufgelöst. Online-Inhalte aus dem oberbayerischen Teil des Verbreitungsgebiets der Passauer Neuen Presse sind seitdem nur noch unter pnp.de zu finden.
Im Juli 2018 startete mit Alles Regional eine weitere Plattform. Geschäfte und andere Unternehmen aus dem Verbreitungsgebiet der Passauer Neuen Presse und des Donaukuriers können sich dort vorstellen und ihre Produkte präsentieren.

## Postdienstleistungen
Die Neue Presse Post GmbH ist ein regionaler Postdienstleister für die Landkreise Passau, Deggendorf, Freyung/Grafenau, Rottal-Inn, Dingolfing und Regen. Sie ist eine Tochter der Mediengruppe Bayern  und wurde im Jahr 2009 gegründet.

## Soziales Engagement
Seit 1992 engagieren sich die Passauer Neue Presse und ihre Leser u. a. zur Weihnachtszeit für Kinder in Not. Die jährliche Spendenaktion „Ein Licht im Advent“ ergänzt die Arbeit der PNP-Stiftung um internationale Projekte.